# ATP Finals 2022
ATP Finals 2022 var en tennisturnering, der blev spillet indendørs på hardcourtbaner i Pala Alpitour i Torino, Italien i perioden 13. november - 20. november 2022. Det var den 53. udgave af ATP Tour-mesterskaberne siden den første turnering i 1970, og turneringen blev afviklet under navnet Nitto ATP Finals pga. et sponsorat fra Nitto Denka Corporation. Turneringen var sæsonens sidste på ATP Tour 2022.
Singletitlen blev vundet af Novak Djokovic, som dermed tangerede Roger Federers rekord på seks singletitler i turneringen, og som i en alder af 35 år samtidig blev den ældste vinder af titlen indtil da. Djokovic gik ubesejret gennem turneringen, og i finalen vandt han med 7-5, 6-3 over Casper Ruud, som var i finalen ved ATP Finals for første gang. Triumfen var serberens femte turneringssejr i 2022 og hans 91. turneringssejr på ATP Tour.
I doubleturneringen sejrede Rajeev Ram og Joe Salisbury, som i finalen besejrede Nikola Mektić og Mate Pavić med 7-6(4), 6-4, og som dermed begge vandt titlen for første gang efter at de året før havde tabt i finalen til Pierre-Hugues Herbert og Nicolas Mahut. Ram og Salisbury vandt deres 9. ATP-titel i double som makkere, siden de i 2019 havde indledt deres makkerskab. Rajeev Ram vandt sin 26. doubletitel i alt på ATP Tour, mens Joe Salisburyvandt sin 12. ATP-titel i double.
Efter Ruslands invasion af Ukraine tidligere på året tillod tennissportens styrende organer, WTA, ATP, ITF og de fire grand slam-turneringer, at spillere fra Rusland og Hviderusland fortsat kunne deltage i turneringer på ATP Tour og WTA Tour, men de kunne indtil videre ikke stille op under landenes navne eller flag, og spillerne fra de to lande deltog derfor i turneringen under neutralt flag.

## Præmier
Den samlede præmiesum for ATP Finals 2022 andrager $ 14.750.000, hvilket er mere end en fordobling i forhold til året før, hvor turneringen imidlertid blev afviklet under særlige forhold på grund af COVID-19-pandemien.

### Singlepræmier
Hver spiller modtog $ 160.000 for at deltage. Derudover modtog spillerne præmier for vundne kampe.
- For hver sejr i gruppespillet modtog spillerne en præmie på $ 383.300.
- For en semifinalesejr modtog spillerne en præmie på $ 1.070.000.
- For en finalesejr modtog spillerne en præmie på $ 2.200.400.

### Doublepræmier
Hvert par modtog $ 52.000 for at deltage. Derudover modtog spillerne præmier for vundne kampe.
- For hver sejr i gruppespillet modtog spillerne en præmie på $ 93.300 pr. par.
- For en semifinalesejr modtog spillerne en præmie på $ 170.000.
- For en finalesejr modtog spillerne en præmie på $ 350.400.

## Herresingle

### Deltagere
Herresingleturneringen har deltagelse af otte spillere. Følgende spillere har kvalificeret sig til mesterskabet:
| Spiller               | Kvalifikationsdato | Ref. | Kommentar                   |
| --------------------- | ------------------ | ---- | --------------------------- |
| Rafael Nadal          | 2. september 2022  |      |                             |
| Carlos Alcaraz        | 8. september 2022  |      | Meldte afbud pga. en skade. |
| Casper Ruud           | 29. september 2022 |      |                             |
| Stefanos Tsitsipas    | 30. september 2022 |      |                             |
| Novak Djokovic        | 9. oktober 2022    |      |                             |
| Daniil Medvedev       | 29. oktober 2022   |      |                             |
| Félix Auger-Aliassime | 2. november 2022   |      |                             |
| Andrej Rubljov        | 2. november 2022   |      |                             |
| Taylor Fritz          | 5. november 2022   |      |                             |

### Grupper
Spillerne blev ved lodtrækning inddelt i to grupper, således at 1.- og 2.-seedet kom i hver sin gruppe, 3.- og 4.-seedet kom i hver sin gruppe osv.
| Grøn gruppe               | Rød gruppe             |
| ------------------------- | ---------------------- |
| Rafael Nadal [1]          | Stefanos Tsitsipas [2] |
| Casper Ruud [3]           | Daniil Medvedev [4]    |
| Félix Auger-Aliassime [5] | Andrej Rubljov [6]     |
| Taylor Fritz [8]          | Novak Djokovic [7]     |

### Gruppespil

#### Grøn gruppe
| Dato         | Vinder                | Taber                 | Resultat            |
| ------------ | --------------------- | --------------------- | ------------------- |
| 13. november | Casper Ruud           | Félix Auger-Aliassime | 7–6(4), 6–4         |
| 13. november | Taylor Fritz          | Rafael Nadal          | 7–6(3), 6–1         |
| 15. november | Félix Auger-Aliassime | Rafael Nadal          | 6–3, 6–4            |
| 15. november | Casper Ruud           | Taylor Fritz          | 6–3, 4–6, 7–6(6)    |
| 17. november | Rafael Nadal          | Casper Ruud           | 7–5, 7–5            |
| 17. november | Taylor Fritz          | Félix Auger-Aliassime | 7–6(4), 6–7(5), 6–2 |

| Spillere                  | Kampe (V-T) | Sæt (V-T)     | Partier (V-T)   |
| ------------------------- | ----------- | ------------- | --------------- |
| Casper Ruud [3]           | 2–1         | 4–3 (57,14 %) | 40–39 (50,63 %) |
| Taylor Fritz [8]          | 2–1         | 5–3 (62,5 %)  | 47–39 (54,65 %) |
| Félix Auger-Aliassime [5] | 1–1         | 3–4 (42,86 %) | 37–39 (48,68 %) |
| Rafael Nadal [1]          | 1–2         | 2–4 (33,33 %) | 28–35 (44,44 %) |

#### Rød gruppe
| Dato         | Vinder             | Taber              | Resultat             |
| ------------ | ------------------ | ------------------ | -------------------- |
| 14. november | Andrej Rubljov     | Daniil Medvedev    | 6–7(7), 6–3, 7–6(7)  |
| 14. november | Novak Djokovic     | Stefanos Tsitsipas | 6–4, 7–6(4)          |
| 16. november | Stefanos Tsitsipas | Daniil Medvedev    | 6–3, 6–7(11), 7–6(1) |
| 16. november | Novak Djokovic     | Andrej Rubljov     | 6–4, 6–1             |
| 18. november | Novak Djokovic     | Daniil Medvedev    | 6–3, 6–7(5), 7–6(2)  |
| 18. november | Andrej Rubljov     | Stefanos Tsitsipas | 3–6, 6–3, 6–2        |

| Spillere               | Kampe (V-T) | Sæt (V-T)     | Partier (V-T)   |
| ---------------------- | ----------- | ------------- | --------------- |
| Novak Djokovic [7]     | 3–0         | 6–1 (85,71 %) | 44–31 (58,67 %) |
| Andrej Rubljov [6]     | 2–1         | 4–4 (50 %)    | 39–39 (50 %)    |
| Stefanos Tsitsipas [2] | 1–2         | 3–5 (37,5 %)  | 40–44 (47,62 %) |
| Daniil Medvedev [4]    | 0–3         | 3–6 (33,33 %) | 48–57 (45,71 %) |

### Semifinaler og finale
| Semifinaler | Semifinaler    | Semifinaler | Semifinaler | Semifinaler |  |   | Finale         | Finale      | Finale | Finale | Finale |
|             |                |             |             |             |  |   |                |             |        |        |        |
| 3           | Casper Ruud    | 6           | 6           |             |  |   |                |             |        |        |        |
| 6           | Andrej Rubljov | 2           | 4           |             |  |   | 3              | Casper Ruud | 5      | 3      |        |
| 7           | Novak Djokovic | 7           | 7           |             |  | 7 | Novak Djokovic | 7           | 6      |        |        |
| 8           | Taylor Fritz   | 6           | 6           |             |  |   |                |             |        |        |        |

## Herredouble

### Deltagere
Herredoubleturneringen har deltagelse af otte par. Følgende par har kvalificeret sig til mesterskabet:
| Spiller                            | Kvalifikationsdato | Ref. |
| ---------------------------------- | ------------------ | ---- |
| Wesley Koolhof Neal Skupski        | 1. september 2022  |      |
| Rajeev Ram Joe Salisbury           | 9. september 2022  |      |
| Marcelo Arévalo Jean-Julien Rojer  | 30. september 2022 |      |
| Nikola Mektić Mate Pavić           | 17. oktober 2022   |      |
| Ivan Dodig Austin Krajicek         | 5. november 2022   |      |
| Lloyd Glasspool Harri Heliövaara   | 4. november 2022   |      |
| Marcel Granollers Horacio Zeballos | 3. november 2022   |      |
| Thanasi Kokkinakis Nick Kyrgios    | 31. oktober 2022   |      |

### Grupper
Spillerne blev ved lodtrækning inddelt i to grupper, således at 1.- og 2.-seedet kom i hver sin gruppe, 3.- og 4.-seedet kom i hver sin gruppe osv.
| Grøn gruppe                         | Rød gruppe                             |
| ----------------------------------- | -------------------------------------- |
| Wesley Koolhof Neal Skupski [1]     | Rajeev Ram Joe Salisbury [2]           |
| Nikola Mektić Mate Pavić [4]        | Marcelo Arévalo Jean-Julien Rojer [3]  |
| Ivan Dodig Austin Krajicek [5]      | Lloyd Glasspool Harri Heliövaara [6]   |
| Thanasi Kokkinakis Nick Kyrgios [8] | Marcel Granollers Horacio Zeballos [7] |

### Gruppespil

#### Grøn gruppe
| Dato         | Vinder                          | Taber                           | Resultat            |
| ------------ | ------------------------------- | ------------------------------- | ------------------- |
| 14. november | Wesley Koolhof Neal Skupski     | Thanasi Kokkinakis Nick Kyrgios | 6–7(3), 6–4, [10–5] |
| 14. november | Nikola Mektić Mate Pavić        | Ivan Dodig Austin Krajicek      | 6–4, 3–6, [10–7]    |
| 16. november | Nikola Mektić Mate Pavić        | Wesley Koolhof Neal Skupski     | 6–4, 7–6(3)         |
| 16. november | Thanasi Kokkinakis Nick Kyrgios | Ivan Dodig Austin Krajicek      | 3–6, 6–4, [10–6]    |
| 18. november | Wesley Koolhof Neal Skupski     | Ivan Dodig Austin Krajicek      | 7–5, 4–6, [10–6]    |
| 18. november | Nikola Mektić Mate Pavić        | Thanasi Kokkinakis Nick Kyrgios | 7–6(4), 7–6(4)      |

| Spillere                            | Kampe (V-T) | Sæt (V-T)     | Partier (V-T)   |
| ----------------------------------- | ----------- | ------------- | --------------- |
| Nikola Mektić Mate Pavić [4]        | 3–0         | 6–1 (85,71 %) | 37–32 (53,62 %) |
| Wesley Koolhof Neal Skupski [1]     | 2–1         | 4–4 (50 %)    | 35–35 (50 %)    |
| Thanasi Kokkinakis Nick Kyrgios [8] | 1–2         | 3–5 (37,5 %)  | 33–37 (47,14 %) |
| Ivan Dodig Austin Krajicek [5]      | 0–3         | 3–6 (33,33 %) | 31–32 (49,21 %) |

#### Rød gruppe
| Dato         | Vinder                            | Taber                              | Resultat            |
| ------------ | --------------------------------- | ---------------------------------- | ------------------- |
| 13. november | Lloyd Glasspool Harri Heliövaara  | Marcelo Arévalo Jean-Julien Rojer  | 7–5, 7–6(3)         |
| 13. november | Rajeev Ram Joe Salisbury          | Marcel Granollers Horacio Zeballos | 6–3, 6–7(8), [10–8] |
| 15. november | Rajeev Ram Joe Salisbury          | Lloyd Glasspool Harri Heliövaara   | 7–5, 6–4            |
| 15. november | Marcelo Arévalo Jean-Julien Rojer | Marcel Granollers Horacio Zeballos | 6–1, 6–7(3), [10–7] |
| 17. november | Lloyd Glasspool Harri Heliövaara  | Marcel Granollers Horacio Zeballos | 6–0, 6–4            |
| 17. november | Rajeev Ram Joe Salisbury          | Marcelo Arévalo Jean-Julien Rojer  | 3–6, 7–6(4), [10–5] |

| Spillere                               | Kampe (V-T) | Sæt (V-T)     | Partier (V-T)   |
| -------------------------------------- | ----------- | ------------- | --------------- |
| Rajeev Ram Joe Salisbury [2]           | 3–0         | 6–2 (75 %)    | 37–31 (54,41 %) |
| Lloyd Glasspool Harri Heliövaara [6]   | 2–1         | 4–2 (66,67 %) | 35–28 (55,56 %) |
| Marcelo Arévalo Jean-Julien Rojer [3]  | 1–2         | 3–6 (33,33 %) | 36–33 (52,17 %) |
| Marcel Granollers Horacio Zeballos [7] | 0–3         | 2–6 (25 %)    | 22–38 (36,67 %) |

### Semifinaler og finale
| Nikola Mektić |
| Mate Pavić    |

| Lloyd Glasspool  |
| Harri Heliövaara |

| Nikola Mektić |
| Mate Pavić    |

| Rajeev Ram    |
| Joe Salisbury |

| Rajeev Ram    |
| Joe Salisbury |

| Wesley Koolhof |
| Neal Skupski   |